# Tinh vân Lưỡi liềm

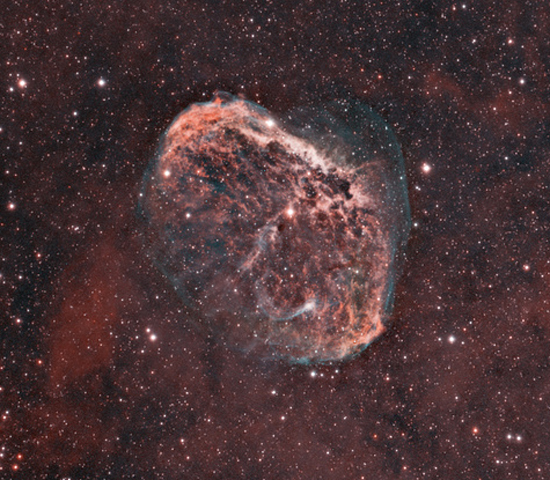
Tinh vân Lưỡi liềm chụp bởi các nhà thiên văn nghiệp dư

Tinh vân Lưỡi liềm (hay các tên gọi khác là NGC 6888, Caldwell 27 hoặc Sharpless 105) là một tinh vân phát xạ nằm trong chòm sao Thiên Nga. Khoảng cách của tinh vân này với trái đất là khoảng xâp xỉ 5000 năm ánh sáng. Năm 1792, nhà thiên văn học người Anh gốc Đức William Herschel đã phát hiện ra nó. Nó được hình thành từ một cơn gió sao từ sao Wolf-Rayet WR 136 (HD 192163) va chạm với một cơn gió sao khác chậm hơn phát ra từ chính ngôi sao này khi nó trở thành một sao khổng lồ đỏ cách đây 250000 đến 400000 năm trước. Kết quả của vụ va chạm là một lớp vỏ bên ngoài và hai đợt sóng xung kích, một đợt thì di chuyển ra bên ngoài, cái còn lại thì di chuyển vào bên trong. Đợt sóng di chuyển vào bên trong làm cho cơn gió ấy nóng lên đến nhiệt độ thích hợp để phát ra tia X.
Nó là một thiên thể khá mờ nhạt nằm ở phía 2 độ của hướng tây nam của ngôi sao Gamma Cygni. Để quan sát nó dễ dàng, ta cần một kính thiên văn với bộ loại UHC hoặc OIII. Trong điều kiện thuận lợi, ta có thể nhìn nó là một vệt mờ với một kính thiên văn có kích thước nhỏ đến 8 cm (phải có bộ lọc). Với kính viễn vọng lớn hơn tức là từ 20 cm trở lên, ta sẽ thấy nó là hình lưỡi liễm hoặc là hình giống với kí hiệu Euro khiến nó còn một tên gọi khác là "Tinh vân Euro"

## Dữ liệu hiện tại
Theo như quan sát, đây là tinh vân thuộc chòm sao Thiên Nga và dưới đây là một số dữ liệu khác:
Xích kinh 20h 12m 7s
Độ nghiêng +38° 21.3′
Cấp sao biểu kiến +7.4
Kích thước biểu kiến 18′ × 12′